# Jaroslav Zrůst
Jaroslav Zrůst (11. února 1911 Telecí – 28. listopadu 1972, Prackovice) byl český malíř, ilustrátor, dekoratér a učitel.

## Životopis
Učitel, malíř a grafik Jaroslav Zrůst se narodil 11. února 1911 v Telecím u Poličky v domě č.p. 38. Absolvoval pedagogickou fakultu University Karlovy v Praze (1934) a soukromě se v letech 1925–1931 vzdělával u malíře Jaroslava Heima v Poličce. Byl členem Jednoty učitelů-malířů v Praze. V roce 1939 vystavoval v Uměleckoprůmyslovém muzeu v Praze, 1940 v Poličce (práce z Českomoravské vysočiny ), 1942 v Litomyšli, 1946 v Litoměřicích a Ústí nad Labem.
Byl spoluzakladatelem severočeské pobočky Svazu výtvarníků. Několik jeho grafických listů (staré Lovosice, lovosický zámek aj.) bylo otištěno i v měsíčníku Lovosický dnešek.

### Osobní život
Se svojí budoucí manželkou, Annou Pavlíkovou (dcerou rescipienta finanční stráže), se poznal na Podkarpatské Rusi (Selo-Slatina č.1058, Slatinské Doly / ukrajinsky: Солотвино 1058, Закарпатська область, Україна), kde učil do roku 1939. Vzali se 11. února 1940 v evang.českobr. chrámu u Salvátora v Praze. Postupně se jim narodily 4 děti, nejstarší byla dcera a následovali tři synové. Několikrát se s rodinou stěhoval za zaměstnáním i změnou přírody pro motivy, které maloval nejraději. Postupně bydleli v Praze v rodině rodičů manželky, následně v Třebenicích, v Malých Žernosekách (1948, už jako ředitel školy), v Homoli (1952), v Žitenicích (1954) a jeho posledním profesním i soukromým působištěm byla obec Prackovice na Lovosicku, kde také zemřel na opakované srdeční selhání v domě č.p. 41 (budova staré školy na návsi).

## Techniky tvorby
- olejomalba
- perokresba
- akvarel
- dřevoryty
- linoryty
- uhel
- tužka

Jeho dílo je zastoupeno ve sbírkách Okresního vlastivědného muzea v Litoměřicích.

## Zastoupený ve výstavách
- Krajina Litoměřicka a Českého středohoří v proměnách malířských slohů 19. a 20. století

termín konání: 1998;
místo konání: Oblastní muzeum v Litoměřicích;
typ výstavy: společná

## Zastoupený/zmíněný v dokumentech
- 1936,	Ročník I, číslo 2; deník MOST mezi východem a západem, (Chust v květnu 1936); 1. a 5. strana ilustrace, dřevoryty (Obory pod Gregovištěm, Chalupa v Jasině)
- 1939,	deník České Slovo nakladatelství Melantrich, Výsledky výtvarnické soutěže, cena 1.000 K (heslo "Koločava 35"), vyhlášené nakladatelstvím Melantrich na návrh ilustrace k Olbrachtovu románu Nikola Šuhaj, loupežník (17. září 1939)
- 1965,	Votoček Otakar, Dvacet let výtvarného života na Litoměřicku (1945-1965)
- 1965,	Votoček Otakar, Výstava výtvarníků Litoměřicka pořádaná k 20. výročí osvobození ČSSR
- 1983,	Výtvarní umělci jihovýchodních Čech (Stručný přehled životopisných dat malířů, sochařů a grafiků Jihovýchodních Čech. Rodáků i těch, kteří zde kratší či delší dobu žili nebo zde hledali náměty a inspiraci pro svoji tvorbu.), Východočeská galerie v Pardubicích, Pardubice
- 1993,	Nový slovník československých výtvarných umělců (II. díl; L - Ž)
- 1993,	Malíři Vysočiny (Malý lexikon)
- 1999,	Brožek Jaroslav, Výtvarné Ústí (Kronika výtvarného života v Ústí nad Labem ve 20. století 1918-1998), Město Ústí nad Labem, Ústí nad Labem
- 2000,	Doskočil Oldřich, Krajina Litoměřicka a Českého středohoří v proměnách malířských slohů 19. a 20. století (do roku 1945), Nakladatelství Oswald, Praha
- 2000,	Doskočil Oldřich, Jaroslav Zrůst (1911-po 1950), Krajina Litoměřicka a Českého středohoří v proměnách malířských slohů 19. a 20. století (do roku 1945)
- 2000,	Katalog vystavených děl, Krajina Litoměřicka a Českého středohoří v proměnách malířských slohů 19. a 20. století (do roku 1945)
- 2010,	Slovník českých a slovenských výtvarných umělců (XXI. W - Ž)